# Braun (concern)

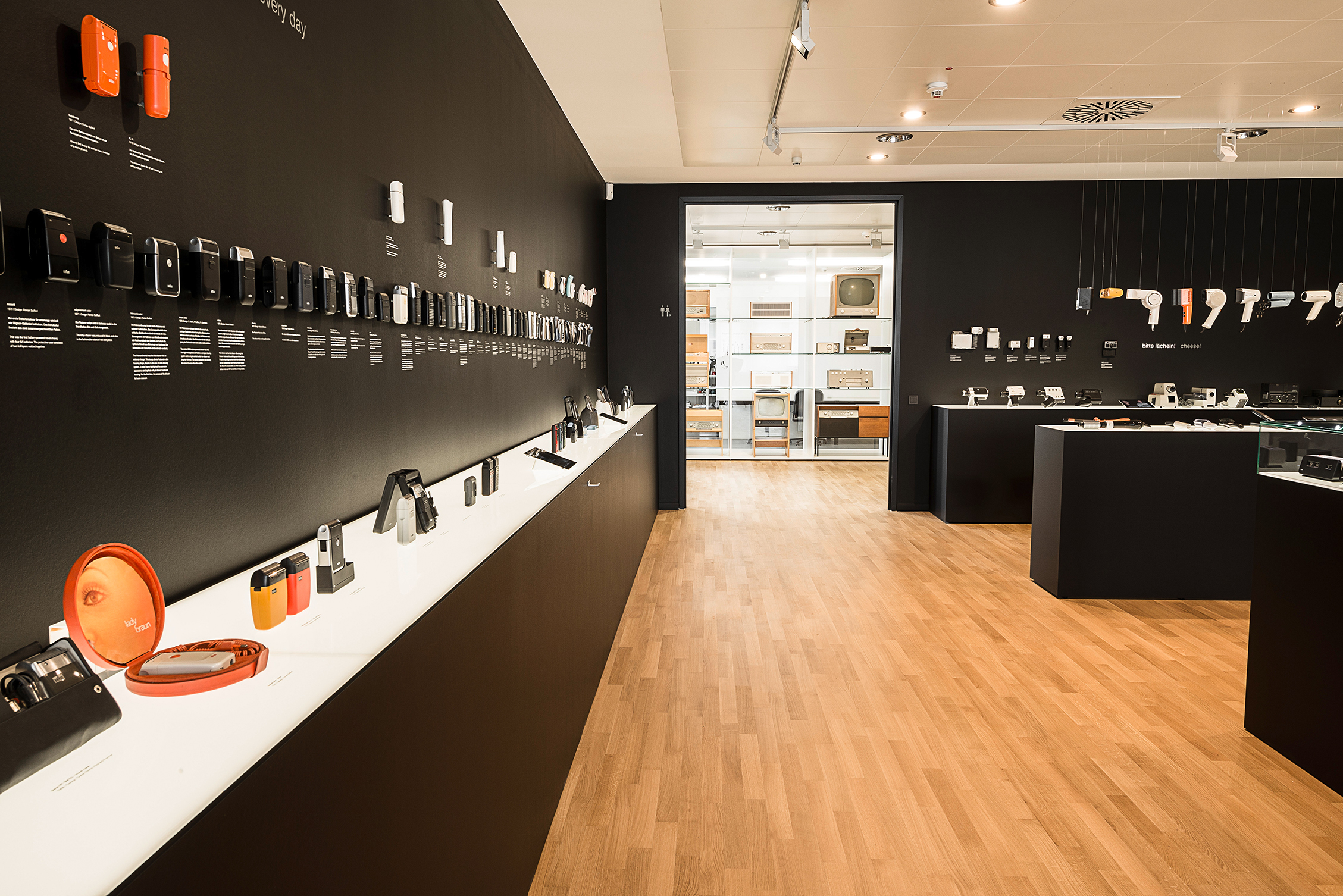
BraunSammlung, Kronberg

Braun GmbH is een Duits bedrijf dat kleine elektrische apparaten produceert en anderen toestaat om onder deze merknaam producten te verkopen. Het is gesticht in 1921 in Frankfurt am Main. In 1967 werd het overgenomen door het Amerikaanse concern The Gillette Company, dat in 2005 op zijn beurt werd overgenomen door Procter & Gamble. 
Tot het productgamma van Braun behoren onder andere:
- Elektrisch scheren, baardtrimmer
- Tandverzorging (via Oral-B)
- Schoonheidsverzorging (bijv. epileren)
- Health and wellness (oorthermometers, bloeddrukmeters, zuurstofmeters) (in licentie aan Helen of Troy Ltd.)
- Huishoudelijke apparaten (koffiezetters, koffiemolens, blenders, juicers, strijkijzers) (in licentie aan de'Longhi sinds 2012[1])
- Klokken, horloges en rekenmachines (in licentie aan derden)

## Geschiedenis
Ingenieur Max Braun stichtte het bedrijf in 1921 in Frankfurt am Main. Het produceerde aanvankelijk onderdelen van radio's, en vanaf 1929 complete radiotoestellen. In 1932 bracht het een van de eerste gecombineerde radio en platenspelers op de markt. 
In 1935 werd de merknaam Braun geïntroduceerd en het logo met de verhoogde "A". Tijdens de Tweede Wereldoorlog produceerde Braun hoofdzakelijk militaire radio zend- en ontvangstapparatuur. De fabriek werd in 1944 volledig vernield en in 1947 werd opnieuw bescheiden gestart met de productie van zaklampen en radiotoestellen.
In 1950 introduceerde Braun de S50 Standard (dat door Braun overigens al ontwikkeld was aan het eind van de jaren 1930), Brauns eigen versie van een elektrisch scheerapparaat voor droog scheren, en de Braun Sixtant, die in 1962 op de markt kwam, zou uitgroeien tot een wereldwijd succes en bracht het bedrijf onder de aandacht van het Amerikaanse concern Gillette.
In 1951 stierf Max Braun onverwacht op 61-jarige leeftijd. Zijn zonen Artur en Erwin namen de leiding van de firma over.
Braun produceerde ook apparatuur voor film en fotografie waarvan de Paxina, een 6x6 fotocamera, de succesvolste was. Flitsers werden in 1952 ingevoerd en in 1954 werd begonnen met de productie van diaprojectoren. Na de overname van de firma Niezoldi + Krämer in 1963 bracht Braun Super-8-camera's uit onder de naam Nizo.
De Braun KM-keukenmachines werden in 1957 ontworpen en zouden tot 1993 geproduceerd worden.
In 1962 werd Braun een naamloze vennootschap, Braun AG. Gillette verwierf in 1967 een controlerend aandeel in het bedrijf. In de jaren 1970 werden de audio- en hifi-activiteiten ondergebracht in een aparte onderneming, Braun Electronics, die in 1990 zou ophouden te bestaan. In het begin van de jaren 1980 werd de fotografische en filmafdeling verkocht aan Robert Bosch GmbH. Braun zelf concentreerde zich enkel nog op de markt van huishoudelijke apparaten. 
In 1998 vormde Gillette Braun om tot een besloten vennootschap (Gesellschaft mit beschränkter Haftung), Braun GmbH. In 2005 werd Gillette overgenomen door Procter & Gamble (P&G), waardoor Braun een dochter van P&G werd.

## Galerij
De designfilosofie van Braun was "functioneel en betrouwbaar". Verschillende ontwerpen van Braunapparaten zijn designklassiekers en werden of worden tentoongesteld in diverse musea, o.a. het Museum of Modern Art in New York en het Musée des Arts décoratifs in Parijs. Dieter Rams ontwierp vele toestellen van Braun. 

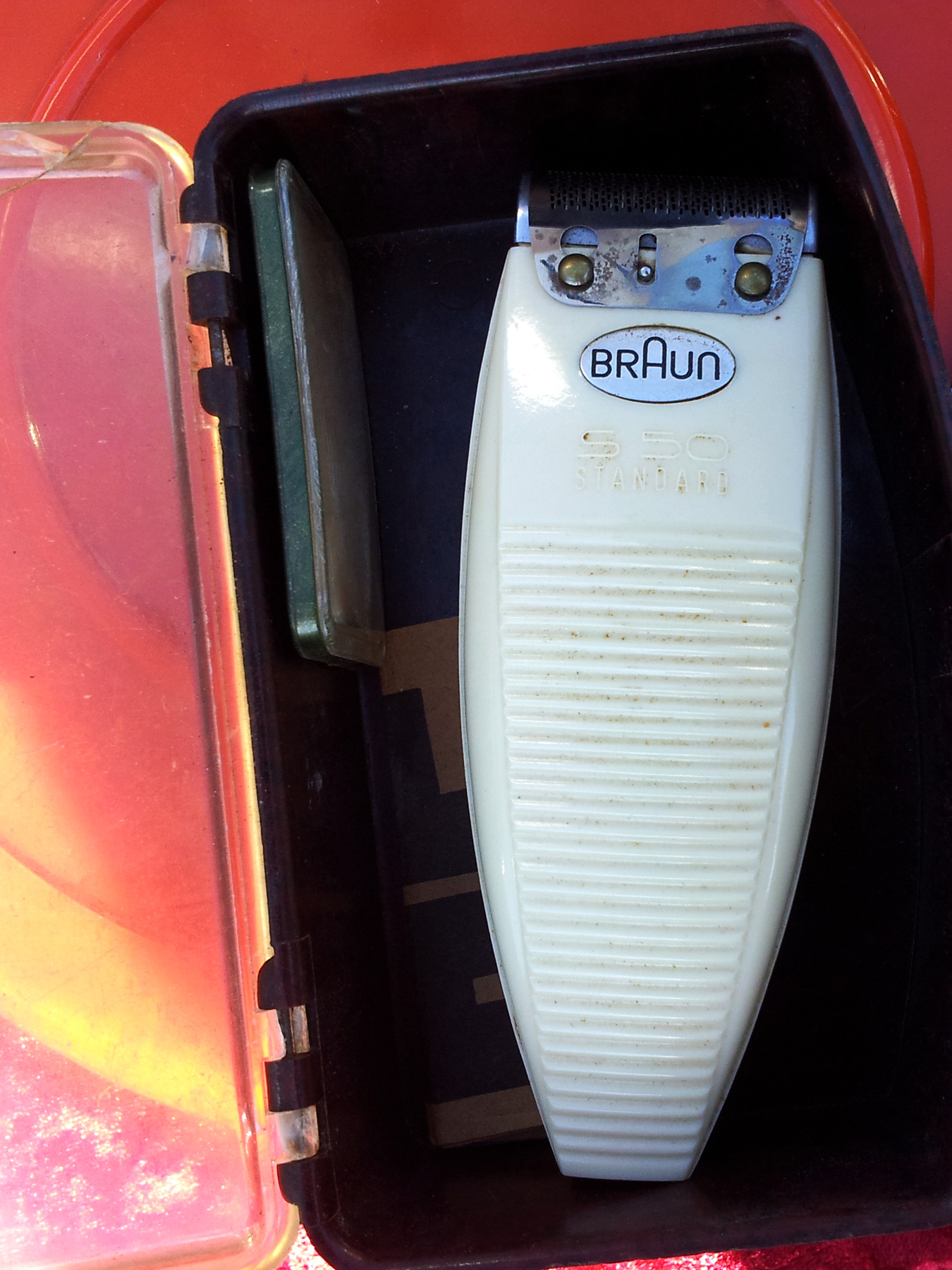
Braun S 50 (1950)
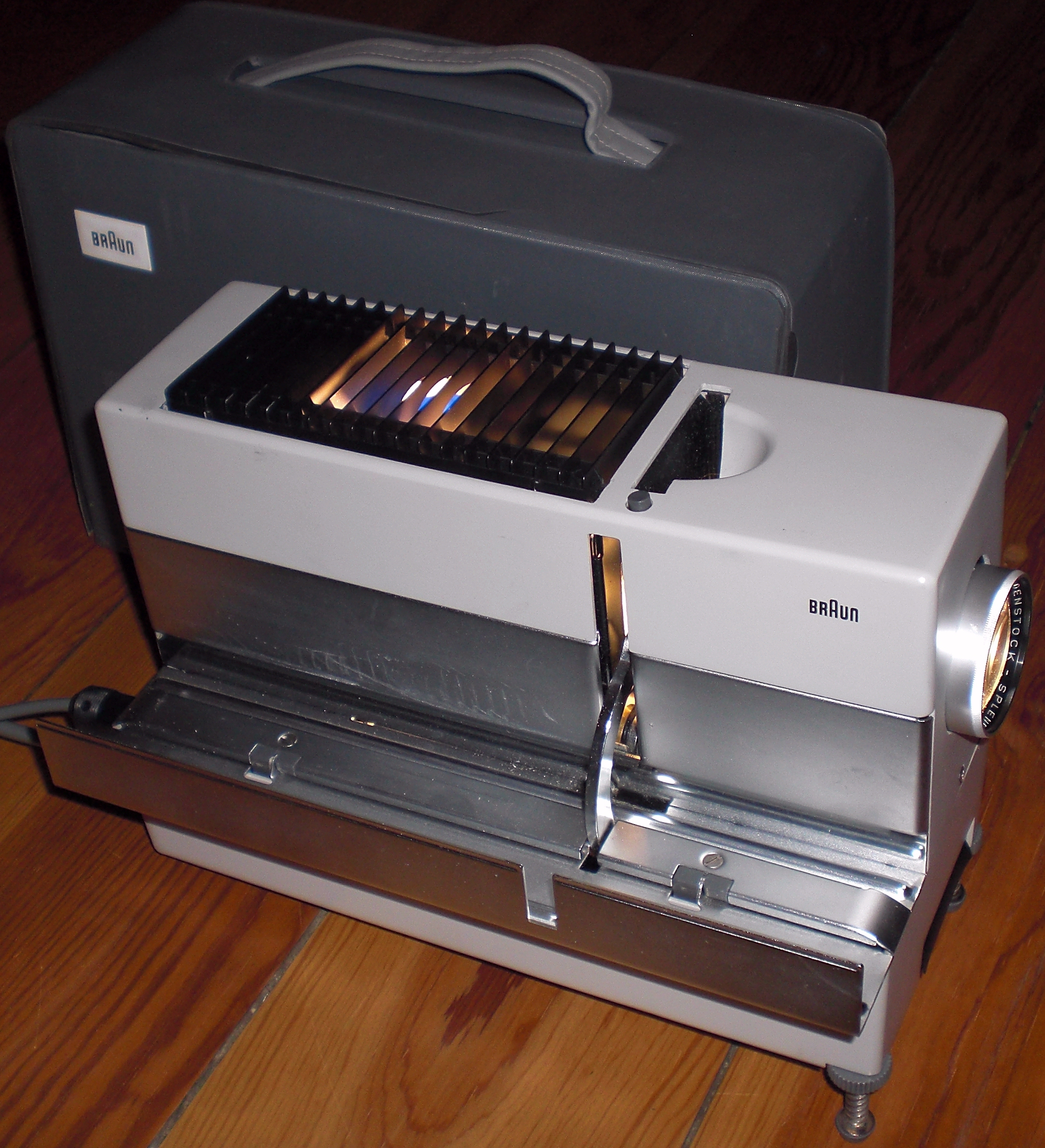
Braun D40 diaprojector, een ontwerp van Dieter Rams
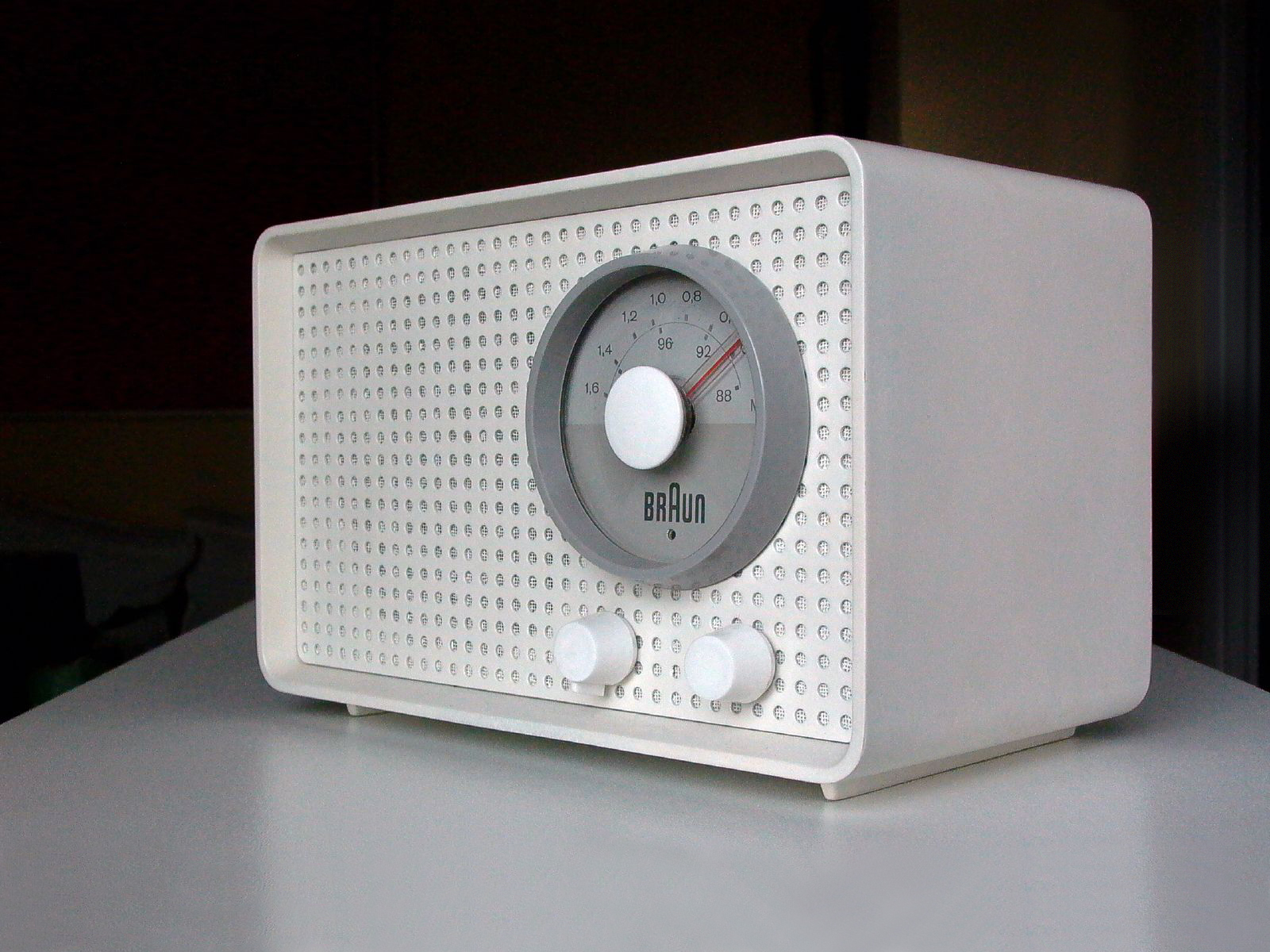
Braun SK 2 radio (1960)
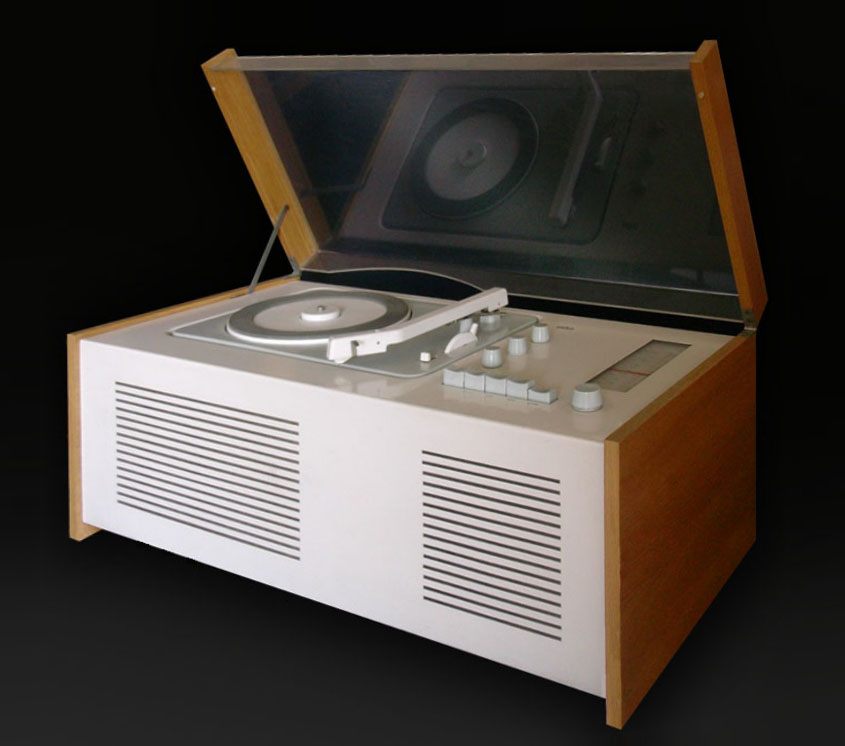
Braun SK61 platenspeler, ontwerp van Dieter Rams
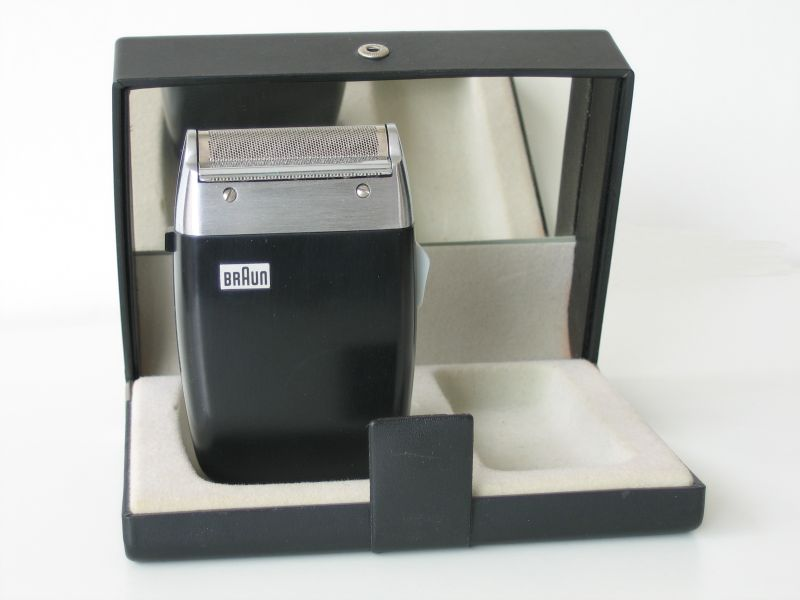
Braun Sixtant (1962)
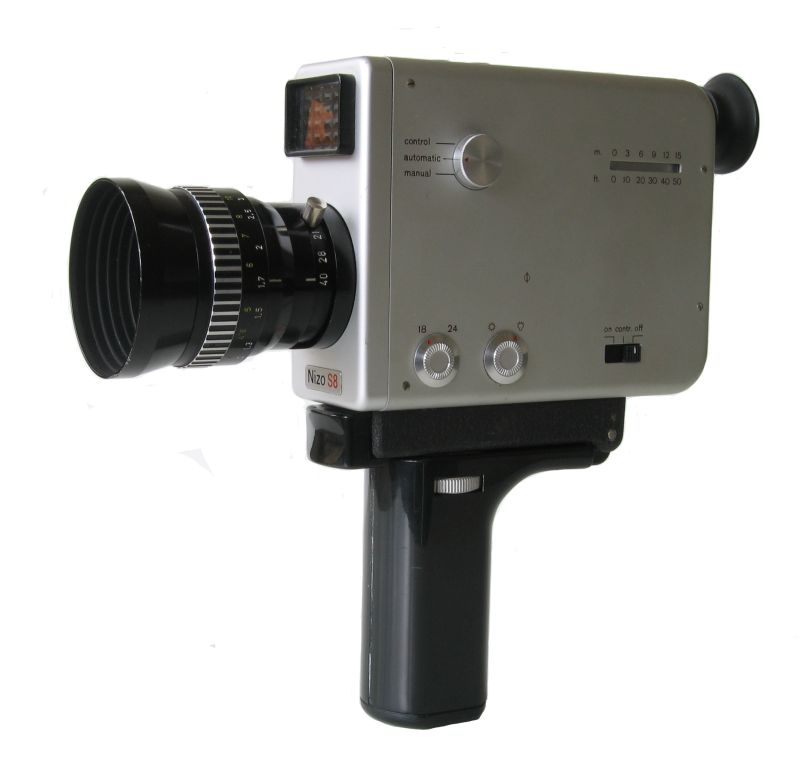
Braun Nizo S8 super-8-camera
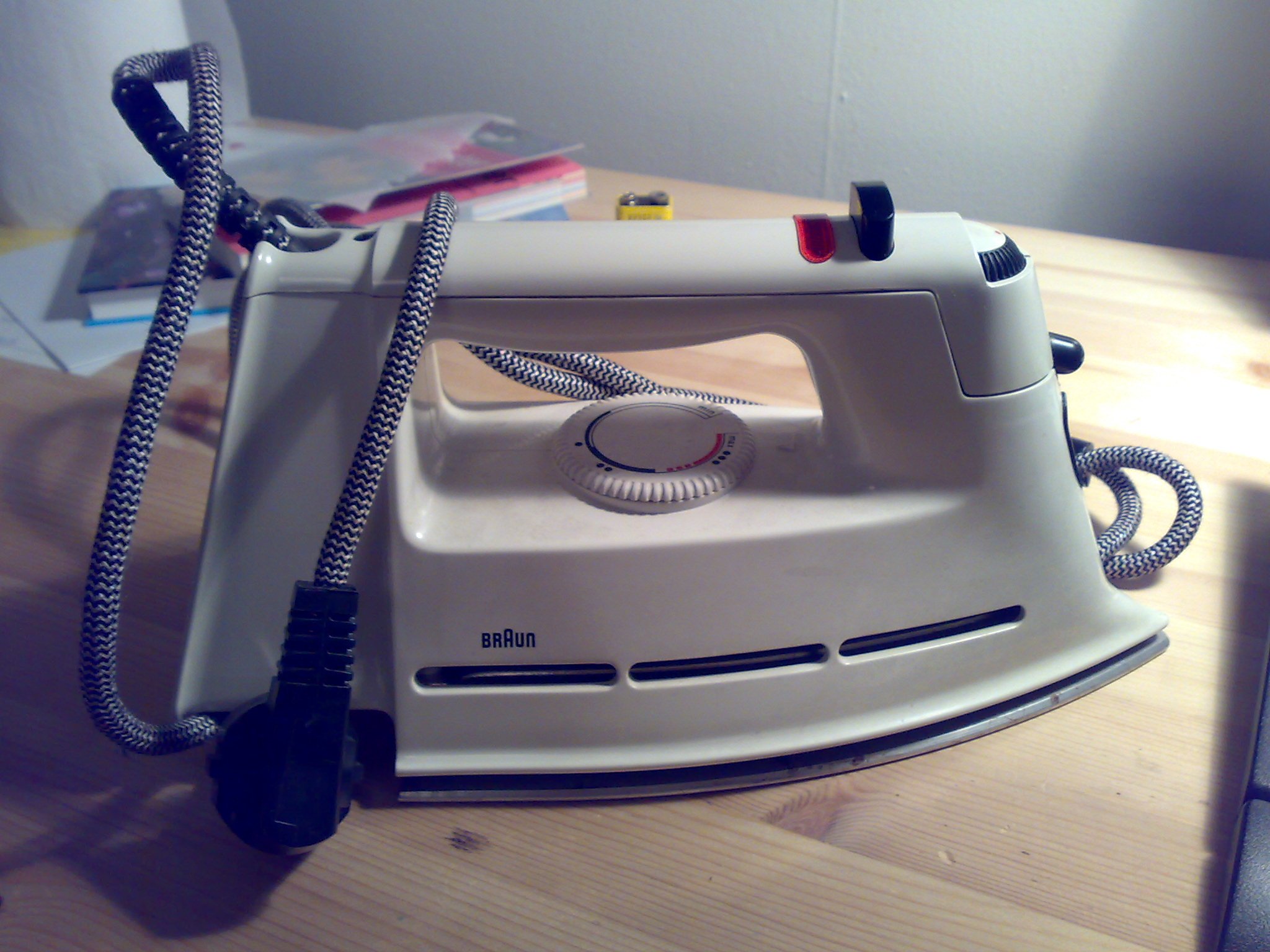
Strijkijzer
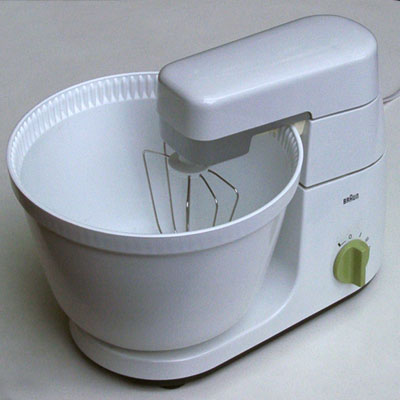
KM32 Keukenmachine, ontwerp van Gerd Alfred Müller en Robert Oberheim
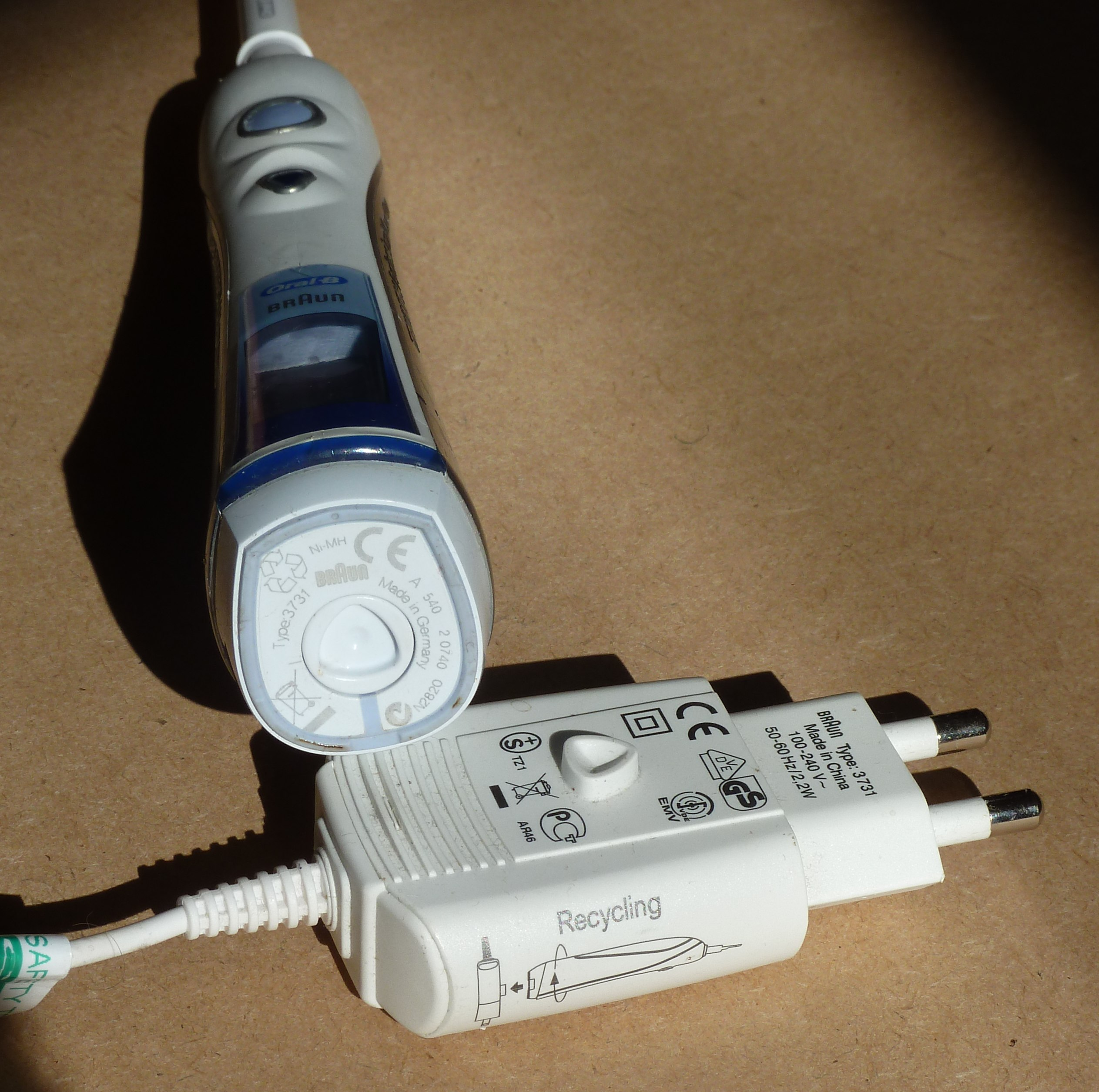
Braun-Oral-B elektrische tandenborstel
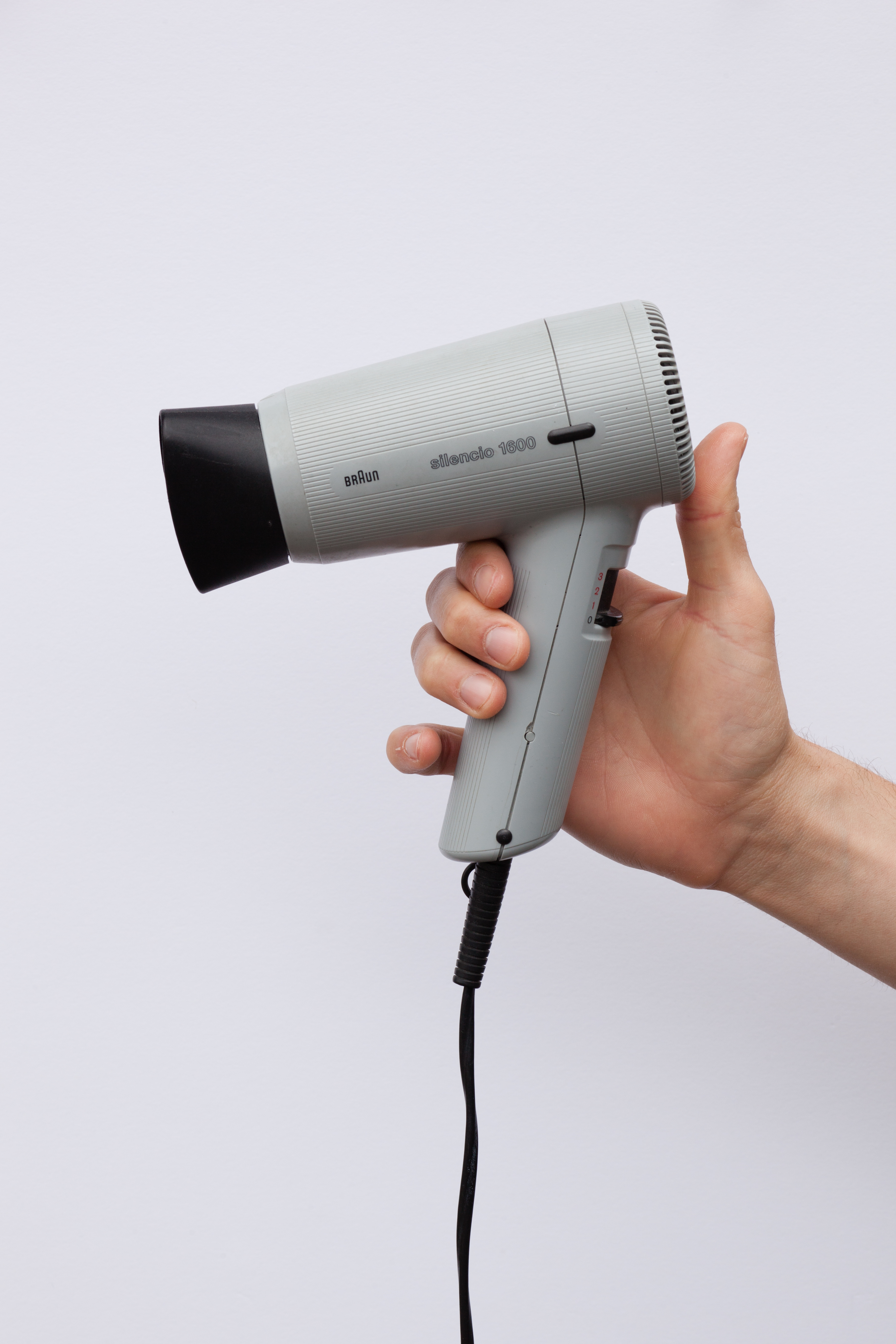
handhaardroger
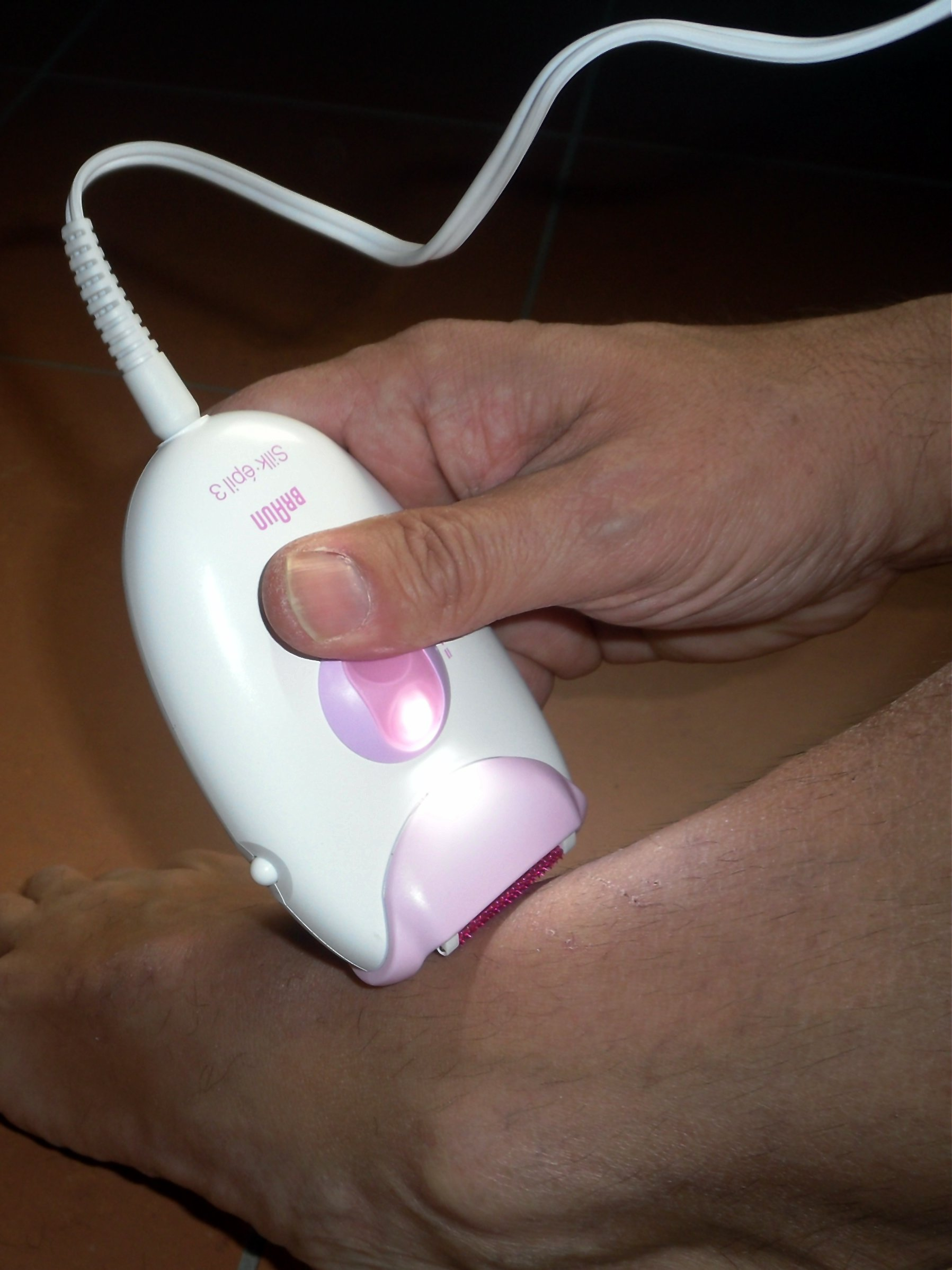
epileerapparaat